# Pandineum criptum
Pandineum criptum är en mångfotingart som beskrevs av Chamberlin 1956. Pandineum criptum ingår i släktet Pandineum och familjen storjordkrypare. Inga underarter finns listade i Catalogue of Life.